# Ferrimolibdita

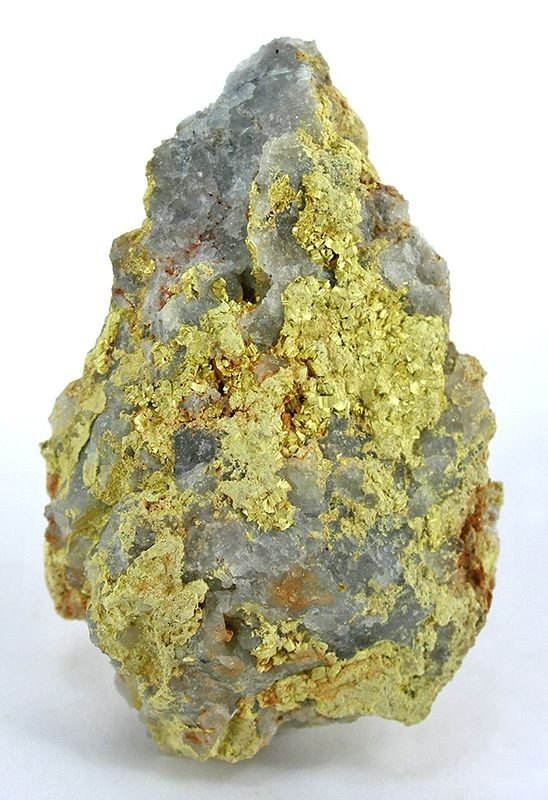
Cristais de ferrimolibdato oriundos do distrito de Kingman, Mohave County, Arizona

Ferrimolibdita é um íon anidro na forma mineral e cuja fórmula é: Fe3+2(MoO4)3·8(H2O) or Fe3+2(MoO4)3·n(H2O). 